# مادبری
مادبری (به انگلیسی: Modbury) یک شهرک و محله مدنی در بریتانیا است که در South Hams واقع شده است. مادبری ۱٬۴۵۴ نفر جمعیت دارد.